# Gouania eurycarpa
Gouania eurycarpa là một loài thực vật có hoa trong họ Táo. Loài này được Standl. mô tả khoa học đầu tiên năm 1929.